# 锦江 (赣江支流)
锦江，是中国长江流域的一条河流，汇入赣江左岸，属于赣江水系。河长294千米，流域面积7650平方千米，多年平均流量222立方米每秒。自然落差391米。水能理论蕴藏量7万千瓦。